# Wilhelm Sarwe
Johan Wilhelm Sarwe, född 28 juli 1859 i Karlskoga, död 3 maj 1948 i Degerfors, var en svensk missionär. Han verkade större delen av sitt liv i Ryssland, där han bland annat samarbetade med Elsa Brändström. Han var stationerad i Tiriljanskij, Beloretsk, Taschbolatowa fram till augusti 1896, då han flyttade till Tiflis i Kaukasien. Han hade uppdrag för Röda Korset och genomförde under 1920-talet på uppdrag av Nathan Söderblom flera undsättningsexpeditioner till svenskbyborna i Gammalsvenskby vid Svarta havet. 1929 ledde han den expedition som hjälpte flertalet av dem till Sverige, främst till Gotland. Många av dem fortsatte därefter till Kanada.

## Uppväxtåren
Wilhelm Sarwe föddes i Karlskoga, Värmland, och var son till hammarsmeden Carl Johan Sarwe och dennes hustru Anna, född Andersdotter. Brodern A.G Sarwe var smed vid Degerfors samt även verksam som smed vid de Paschofska järnbruken i Uralbergen. Sarwe gick 1879–1882 på missionsskola i Kristinehamn.

## Karriär
Sarwe kom sedan att verka som missionär för Svenska Missionsförbundet i Kaukasien och Ryssland. 1882–1889 verkade Sarwe bland svenskarna vid de Paschofska järnbruken i Ural. Han gjorde missionsresor bland den ryska befolkningen och intresserade sig för de muslimska basjkirer. 1889–1896 tog han upp en hantverksmission bland basjkirerna tillsammans med missionären C.G.W Tenggren. 1896 förflyttades Sarwe till Tiflis för att verka inom Missionsförbundets Kaukasienmission. På initiativ av sjukgymnasten Ida Öberg upptog Sarwe missionsarbete bland yazidierna. 1911 förflyttades Sarwe till S:t Petersburg och verkade där som missionär till krigsutbrottet 1914. För Svenska Röda Korset kom han sedan att leda hjälpverksamheten bland tyska och österrikiska krigsfångar, och leda arbete med hjälpsändningar till fångar i Sibirien. Under denna tid räddade han livet på Josip Broz Tito, vilket såväl Tito som Sarwe beskrivit i sina memoarer. 1922 och 1929 var Sarwe ansvarig för hjälpexpeditioner till Gammalsvenskby. Sarwe blev ledamot av Vasaorden och erhöll Svenska Röda Korsets guldmedalj, Österrike-Ungerns Röda Korsets förtjänstmedalj av första klassen, Tyska Röda korsets silvermedalj och Bulgariska krigsminnesmedaljen.
Sarwe besökte också Tirilän och Beloretsk dit smeder och andra yrkeskunniga från Värmland hade utvandrat.

## Familj

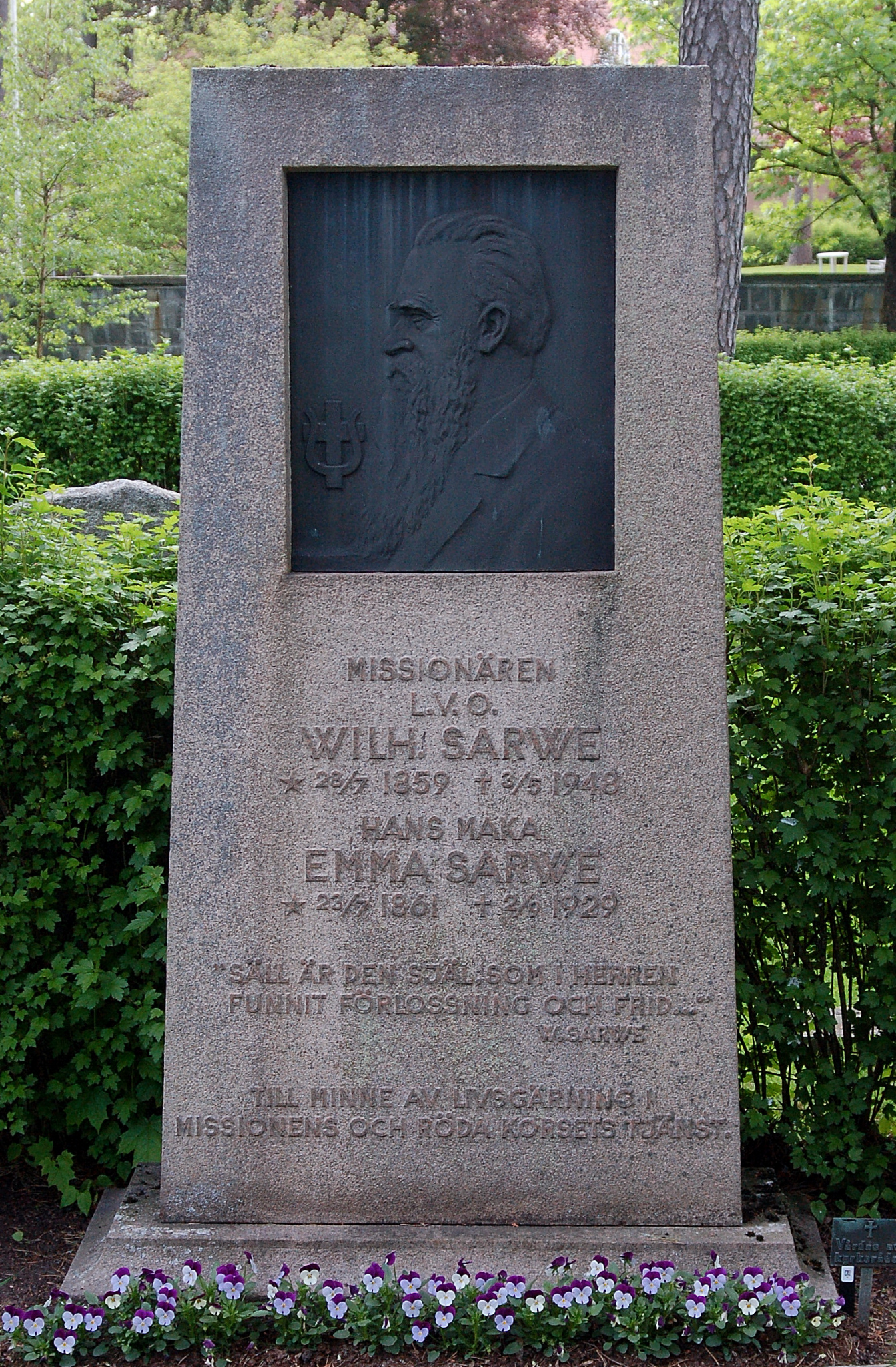
Wilhelm Sarwes gravsten på Degerfors kyrkogård

Sarwe var gift från 1883 med Emma Karolina Gustafsson (1861–), och var far bland annat till Paul Sarwe, som under många år var framgångsrik ledare för Degerfors IF. En annan son var Samuel Sarwe även han verksam inom Röda Korset i Ryssland, bland annat som en av ett antal svenskar som räddade tusentals personer genom nödhjälp och andra insatser under den stora svälten i södra Ryssland (Samara) 1921–1923. Svenskarnas räddningsinsatser i denna tragedi finns beskriven i en forskningsrapport framtagen 2015 av Sverker Åström-stipendiaten Grigorij Tsidenkov.

## Källmaterial
På Riksarkivet (RA) i Stockholm finns Wilhelm Sarwes personarkiv.

## Psalm
- Säll är den själ som i Herren nr 341 i Svenska Missionsförbundets sångbok 1920 under rubriken "Guds barns trygghet"